# Polgári Érdemkereszt
A Polgári Érdemkereszt (németül: Zivil-Ehrenkreuz 1813/14) egy osztrák állami kitüntetés volt. Azok számára adományozták akik a közszolgálat, a diplomácia, vagy a gazdaság terén szereztek kiemelkedő érdemeket.

## Története
A Polgári Érdemkeresztet 1815. május 26-án alapította I. Ferenc császár, a Hadseregkereszt mintájára. Az elismerést azoknak a civil személyeknek szánta, akik a közszolgálat, a diplomácia, illetve a gazdaság terén jelentős érdemeket mutattak fel. A kitüntetésnek három fokozata volt, de a legmagasabbat, a Nagy Arany Polgári Érdemkeresztet csak Mettenrich külügyminiszter kapta meg. Az alacsonyabb fokozatokból, az Arany Polgári Érdemkeresztből 38, az Ezüst Polgári Érdemkeresztből 154 adományozás ismert.

## A kitüntetés leírása
A kitüntetés formájában megegyezik a Hadseregkereszttel, azonban a keresztszárak között nincs koszorú. A keresztek alapanyaga (arany, ezüst) a fokozattól függően változott. A szalag 38 mm széles, sárga, középen 13 mm-es fekete sávval.

## A kitüntetést elnyert személyek
Ez a szakasz egyelőre erősen hiányos. Segíts te is a kibővítésében!

###### Arany Polgári Érdemkereszt
- Bánfffy György gróf (1746-1822)[1]
- Bissingen-Nippenburg Ferdinánd Ernő (1749-1831)
- Carl Guhr (1787-1848) zeneszerző, az 1838-as pesti árvíz károsultjainak javára rendezett hangverseny levezényléséért[2]
- Koháry Ferenc József herceg (1767-1826)[3]
- Ida von Steeb (született Rehm, 1817-1897[4]) Az elismerést azért kapta, mert 1849-ben átadta a péterváradi vár terveit az osztrákoknak.[5]
- Taubner Károly (1809-1860 körül)[6]
- Zichy Károly gróf (1753-1826)[7]

###### Ezüst Polgári Érdemkereszt
- Bedekovich Ferenc báró (1755-1827)[8]
- Esterházy Pál Antal herceg (1886-1866)[9]
- Mikos László báró (1747-1838)[10]
- Bartholomäus von Stürmer báró (1787-1863)[11]